# Binomische Reihe
Die binomische Reihe oder Binomialreihe ist eine Potenzreihe der Form
{\displaystyle \sum _{k=0}^{\infty }{\binom {\alpha }{k}}x^{k}=1+\alpha \,x+{\frac {\alpha (\alpha -1)}{2}}x^{2}+{\frac {\alpha (\alpha -1)(\alpha -2)}{2\cdot 3}}x^{3}+{\frac {\alpha (\alpha -1)(\alpha -2)(\alpha -3)}{2\cdot 3\cdot 4}}x^{4}+\dotsb \ },
wobei {\displaystyle \alpha \in \mathbb {C} }. Ihre Koeffizienten {\displaystyle {\tbinom {\alpha }{k}}} sind die verallgemeinerten Binomialkoeffizienten der Analysis.
Man erhält die binomische Reihe als (formale) Taylorentwicklung der Funktion {\displaystyle f(x)=(1+x)^{\alpha }} mit Entwicklungspunkt {\displaystyle x_{0}=0}.

## Konvergenz
Das Konvergenzverhalten der binomischen Reihe hängt vom Exponenten {\displaystyle \alpha } und den Werten für {\displaystyle x} ab.

### Natürliche Exponenten
Ist {\displaystyle \alpha } eine natürliche Zahl, so bricht die Reihe nach dem Glied mit {\displaystyle k=\alpha } ab, da {\displaystyle {\tbinom {\alpha }{k}}=0} für alle {\displaystyle k>\alpha } gilt. Somit handelt es sich dann um ein (endliches) Polynom. Für jedes {\displaystyle x} gilt dem binomischen Lehrsatz zufolge
{\displaystyle \sum _{k=0}^{\alpha }{\binom {\alpha }{k}}x^{k}=(x+1)^{\alpha }}.

### Nicht-natürliche Exponenten
Falls {\displaystyle \alpha \in \mathbb {C} \setminus \mathbb {N} }, so handelt es sich um eine „echte“ (d. h. unendliche) Reihe. Die binomische Reihe konvergiert dann für alle {\displaystyle x} mit {\displaystyle |x|<1} gegen die Funktion, aus der sie entwickelt wurde:
{\displaystyle \sum _{k=0}^{\infty }{\binom {\alpha }{k}}x^{k}=(1+x)^{\alpha }}.

## Verallgemeinerung
Etwas allgemeiner kann man für {\displaystyle a>0} die folgende Reihe betrachten:
{\displaystyle \sum _{k=0}^{\infty }{\binom {\alpha }{k}}x^{k}a^{\alpha -k}}
Diese konvergiert für {\displaystyle |{\tfrac {x}{a}}|<1} und entspricht dann der Funktion {\displaystyle f(x)=(a+x)^{\alpha }}.
Dieses Ergebnis erhält man, indem man das Binom {\displaystyle (a+x)} schreibt als {\displaystyle (a+x)=a(1+x/a)} und darauf die obige Formel anwendet.

## Geschichte
Vermutlich wurde die Binomialreihe für ganze positive Elemente, d. h. eine Reihenformel für Zahlen der Form {\displaystyle (a+b)^{n}}, bereits vom persischen Mathematiker Omar Chayyām (1048–1131) entdeckt. Einige Mathematiker vermuten, dass sie aufgrund seiner Kenntnis der Berechnung von Binomialkoeffizienten auch dem chinesischen Mathematiker Zhu Shijie (1260–1320) bekannt war.
Isaac Newton entdeckte im Jahre 1669, dass die binomische Reihe für jede reelle Zahl {\displaystyle \alpha } und alle reellen {\displaystyle x} im Intervall {\displaystyle (-1,1)} das Binom {\displaystyle (1+x)^{\alpha }} darstellt, lieferte jedoch nie einen Beweis für diese Aussage. Für ihn gab es genug numerische und experimentelle Evidenz, um von ihrer Richtigkeit überzeugt zu sein. Niels Henrik Abel betrachtete 1826 die binomische Reihe für komplexe {\displaystyle \alpha ,x\in \mathbb {C} }. Er bewies, dass sie den Konvergenzradius 1 besitzt, falls {\displaystyle \alpha \in \mathbb {C} \setminus \mathbb {N} _{0}} gilt.

## Spezialfälle

### Geometrische Reihe
Für {\displaystyle \alpha =-1} erhält man
{\displaystyle {\frac {1}{1+x}}=\sum _{k=0}^{\infty }{\binom {-1}{k}}x^{k}=\sum _{k=0}^{\infty }(-1)^{k}x^{k}=1-x+x^{2}-x^{3}+x^{4}-x^{5}\pm \dotsb \,}.
Ersetzt man noch {\displaystyle x} durch {\displaystyle -x}, so folgt hieraus die bekannte Darstellung der geometrischen Reihe:
{\displaystyle {\frac {1}{1-x}}=\sum _{k=0}^{\infty }x^{k}=1+x+x^{2}+x^{3}+x^{4}+x^{5}+\dotsb \,}.

### Reihenentwicklungen für Wurzelausdrücke
Für {\displaystyle \alpha =1/2} erhält man
{\displaystyle {\sqrt {1+x}}=\sum _{k=0}^{\infty }{\binom {1/2}{k}}x^{k}=1+{\frac {1}{2}}x-{\frac {1}{2\cdot 4}}x^{2}+{\frac {1\cdot 3}{2\cdot 4\cdot 6}}x^{3}-{\frac {1\cdot 3\cdot 5}{2\cdot 4\cdot 6\cdot 8}}x^{4}\pm \dotsb }.
Diese Formel wurde schon von Henry Briggs bei der Berechnung seiner Logarithmen entdeckt. Hiermit eng verwandt ist die Formel, die man für {\displaystyle \alpha =-1/2} erhält:
{\displaystyle {\frac {1}{\sqrt {1-x}}}=\sum _{k=0}^{\infty }(-1)^{k}{\binom {-1/2}{k}}x^{k}=1+{\frac {1}{2}}x+{\frac {1\cdot 3}{2\cdot 4}}x^{2}+{\frac {1\cdot 3\cdot 5}{2\cdot 4\cdot 6}}x^{3}+{\frac {1\cdot 3\cdot 5\cdot 7}{2\cdot 4\cdot 6\cdot 8}}x^{4}+\dotsb }.